# Ancylopoda
De Ancylopoda zijn een onderorde van herbivore onevenhoevige zoogdieren (Perissodactyla). Ze hadden lange, gebogen en gespleten klauwen. Er zijn morfologische aanwijzingen dat de Ancylopoda afweken van tapirs, neushoorns en paarden. In het verleden dacht men dat de Ancylopoda gerelateerd waren aan Brontotherium, een eveneens uitgestorven onevenhoevige.
Macrotherium, dat typisch is uit het Midden-Mioceen van Sansan in Gers, Frankrijk, kan duiden op een apart geslacht. Ledematen die lijken op die van Macrotherium, maar relatief steviger zijn, zijn beschreven vanuit de bedden uit het Plioceen van Attica en Samos als Ancylotherium. In Amerika zijn de namen Morothorium en Moropus toegepast op soortgelijke botten, in de overtuiging dat ze Xenarthra aanduidden. Macrotherium magnum moet een dier zijn geweest van ongeveer drie meter lang.